# Teuira Henry
Teuira Henry (Tahití, Regne de Tahití, 24 o 27 de gener de 1847 - Paea, Polinèsia Francesa, 23 de gener de 1915) fou una erudita, etnòloga, folklorista, lingüista, historiadora i educadora tahitiana. Treballà en la reconstrucció d'un manuscrit sobre la història de Tahití escrit pel seu avi, el missioner anglés John Muggridge Orsmond; per a això n'utilitzà les notes originals.
Molts dels seus escrits es publicaren pòstumament en el llibre Ancient Tahiti, editat pel Museu Bishop.